# Fenouillet, Haute-Garonne
Fenouillet är en kommun i departementet Haute-Garonne i regionen Occitanien i södra Frankrike. Kommunen ligger i kantonen Toulouse 14e Canton som tillhör arrondissementet Toulouse. År 2022 hade Fenouillet 5 727 invånare.

## Befolkningsutveckling
Antalet invånare i kommunen Fenouillet
Referens:INSEE